# Красное (Ананьевский район)
Красное (укр. Красне) — село, относится к Ананьевскому району Одесской области Украины.
Население по переписи 2001 года составляло 97 человек. Почтовый индекс — 66442. Телефонный код — 4863. Занимает площадь 0,28 км². Код КОАТУУ — 5120281403.

## Местный совет
66442, Одесская обл., Ананьевский р-н, с. Долинское